# Tissa Wewa
Tissa Wewa és un embassament d'aigua prop d'Anuradhapura que fou construït durant el regnat del Devanampiya Tissa (307 a 267 aC). Encara s'utilitza actualment si ha patit diversos arranjaments i millores. Serveix per regar els camps d'arròs de l'entorn d'Anuradhapura.
Té una superfície de 160 hectàrees i mesura poc més de quatre km de llarg, una amplada a la part superior que varia entre 3,5 metres i 5 metres i una fondària mitjana de prop de 8 metres.